# Tiro nos Jogos Olímpicos de Verão de 2024 - Skeet feminino
A competição do skeet feminino do tiro nos Jogos Olímpicos de Verão de 2024 foi disputada em 3 e 4 de agosto de 2024 no Centro de Tiro Esportivo, em Châteauroux. Um total de 29 atiradoras de 20 Comitês Olímpicos Nacionais (CON) participaram do evento.

## Qualificação
O período de qualificação começou com o Campeonato Europeu de 2022 em Larnaca, Chipre, para os eventos de espingarda. Por todo o processo, as vagas foram geralmente concedidas para as atiradoras que terminassem em primeiro lugar nos Campeonatos Mundiais da Federação Internacional de Esportes de Tiro (ISSF) ou nos respectivos campeonatos continentais (África, Europa, Ásia, Oceania e Américas).
Após o término do período de qualificação, com todos os CONs recebendo a lista oficial de vagas, a ISSF verificou o Ranking Mundial em cada um dos eventos individuais de tiro. A atiradora com a melhor colocação, que não tivesse classificado em nenhuma prova e cujo CON não tivesse vaga em uma prova específica, obteve uma vaga olímpica direta.

## Calendário
Horário local (UTC+2)
| Data                | Horário | Fase                 |
| ------------------- | ------- | -------------------- |
| 3 de agosto de 2024 | 9:00    | Qualificação – Dia 1 |
| 4 de agosto de 2024 | 9:30    | Qualificação – Dia 2 |
| 4 de agosto de 2024 | 15:30   | Final                |

## Medalhistas
| Ouro   | CHI Francisca Crovetto |
| Prata  | GBR Amber Rutter       |
| Bronze | USA Austen Smith       |

## Recordes
Antes desta competição, os seguintes recordes eram estabelecidos:
| Recordes da qualificação | Recordes da qualificação | Recordes da qualificação | Recordes da qualificação | Recordes da qualificação |
| ------------------------ | ------------------------ | ------------------------ | ------------------------ | ------------------------ |
| Recorde mundial          | Francisca Crovetto       | 125                      | Lonato                   | 27 de abril de 2022      |
| Recorde olímpico         | Wei Meng                 | 124                      | Tóquio                   | 26 de julho de 2021      |

| Recordes da final | Recordes da final | Recordes da final | Recordes da final | Recordes da final     |
| ----------------- | ----------------- | ----------------- | ----------------- | --------------------- |
| Recorde mundial   | Wei Meng          | 59                | Alaine            | 12 de outubro de 2019 |
| Recorde olímpico  | Amber English     | 56                | Tóquio            | 26 de julho de 2021   |

## Resultados

### Qualificação
As seis primeiras atiradoras após a qualificação avançam para a final.
| Pos. | Atiradora             | CON                | 1  | 2  | 3  | 4  | 5  | Total | S-off | Notas |
| ---- | --------------------- | ------------------ | -- | -- | -- | -- | -- | ----- | ----- | ----- |
| 1    | Austen Smith          | USA Estados Unidos | 25 | 23 | 25 | 25 | 24 | 122   | +14   | Q     |
| 2    | Amber Rutter          | GBR Grã-Bretanha   | 25 | 25 | 24 | 24 | 24 | 122   | +13   | Q     |
| 3    | Emmanouela Katzouraki | GRE Grécia         | 24 | 24 | 24 | 25 | 25 | 122   | +1    | Q     |
| 4    | Vanesa Hocková        | SVK Eslováquia     | 24 | 24 | 23 | 25 | 25 | 121   |       | Q     |
| 5    | Francisca Crovetto    | CHI Chile          | 25 | 24 | 23 | 24 | 24 | 120   | +8    | Q     |
| 6    | Danka Barteková       | SVK Eslováquia     | 24 | 24 | 24 | 24 | 24 | 120   | +7+2  | Q     |
| 7    | Gabriela Rodríguez    | MEX México         | 24 | 25 | 24 | 24 | 23 | 120   | +7+0  |       |
| 8    | Nele Wißmer           | GER Alemanha       | 25 | 24 | 25 | 23 | 23 | 120   | +5    |       |
| 9    | Lucie Anastassiou     | FRA França         | 24 | 24 | 22 | 25 | 24 | 119   |       |       |
| 10   | Jiang Yiting          | CHN China          | 24 | 24 | 23 | 24 | 24 | 119   |       |       |
| 11   | Victoria Larsson      | SWE Suécia         | 20 | 24 | 25 | 24 | 25 | 118   |       | CB:31 |
| 12   | Dania Vizzi           | USA Estados Unidos | 20 | 24 | 25 | 24 | 25 | 118   |       | CB:30 |
| 13   | Wei Meng              | CHN China          | 25 | 25 | 20 | 24 | 24 | 118   |       |       |
| 14   | Maheshwari Chauhan    | IND Índia          | 23 | 24 | 24 | 25 | 22 | 118   |       |       |
| 15   | Diana Bacosi          | ITA Itália         | 22 | 24 | 22 | 25 | 24 | 117   |       |       |
| 16   | Martina Bartolomei    | ITA Itália         | 22 | 25 | 22 | 25 | 23 | 117   |       |       |
| 17   | Nadine Messerschmidt  | GER Alemanha       | 23 | 24 | 22 | 25 | 23 | 117   |       |       |
| 18   | Assem Orynbay         | KAZ Cazaquistão    | 22 | 22 | 23 | 24 | 25 | 116   |       |       |
| 19   | Daniella Borda        | PER Peru           | 23 | 23 | 23 | 24 | 23 | 116   |       |       |
| 20   | Konstantina Nikolaou  | CYP Chipre         | 23 | 24 | 24 | 22 | 23 | 116   |       |       |
| 21   | Jang Kook-hee         | KOR Coreia do Sul  | 24 | 24 | 23 | 22 | 22 | 115   |       |       |
| 22   | Barbora Šumová        | CZE Chéquia        | 23 | 24 | 23 | 22 | 22 | 114   |       |       |
| 23   | Raiza Dhillon         | IND Índia          | 21 | 22 | 23 | 23 | 24 | 113   |       |       |
| 24   | Iryna Malovichko      | UKR Ucrânia        | 23 | 23 | 22 | 22 | 23 | 113   |       |       |
| 25   | Aislin Jones          | AUS Austrália      | 23 | 21 | 23 | 23 | 22 | 112   |       |       |
| 26   | Georgia Furquim       | BRA Brasil         | 21 | 23 | 21 | 22 | 24 | 111   |       |       |
| 27   | Sena Can              | TUR Turquia        | 19 | 23 | 23 | 22 | 23 | 110   |       |       |
| 28   | Chloe Tipple          | NZL Nova Zelândia  | 23 | 22 | 20 | 20 | 23 | 108   |       |       |
| 29   | Amira Aboushokka      | EGY Egito          | 20 | 21 | 21 | 22 | 23 | 107   |       |       |

### Final
Após a segunda série de tiros, as competidoras com menos acertos nos alvos são eliminadas em cada série até restarem duas atiradoras.
| Pos.              | Atiradora             | CON                | Séries | Séries | Séries | Séries | Séries | Séries | S-off | Notas            |
| Pos.              | Atiradora             | CON                | 1      | 2      | 3      | 4      | 5      | 6      | S-off | Notas            |
| ----------------- | --------------------- | ------------------ | ------ | ------ | ------ | ------ | ------ | ------ | ----- | ---------------- |
| Medalha de ouro   | Francisca Crovetto    | CHI Chile          | 9      | 19     | 29     | 38     | 48     | 55     | +7    | Recorde olímpico |
| Medalha de prata  | Amber Rutter          | GBR Grã-Bretanha   | 10     | 19     | 28     | 37     | 46     | 55     | +6    |                  |
| Medalha de bronze | Austen Smith          | USA Estados Unidos | 9      | 18     | 27     | 36     | 45     | —      |       |                  |
| 4                 | Vanesa Hocková        | SVK Eslováquia     | 10     | 17     | 26     | 34     | —      | —      |       |                  |
| 5                 | Emmanouela Katzouraki | GRE Grécia         | 7      | 17     | 23     | —      | —      | —      |       |                  |
| 6                 | Danka Barteková       | SVK Eslováquia     | 9      | 17     | —      | —      | —      | —      |       |                  |